# بلاتسکا
بلاتسکا (به بلغاری: Blatska) یک منطقهٔ مسکونی در بلغارستان است که در شهرستان هاجیدیموفو واقع شده‌است.